# عبد الله بن عبد الرحمن بن معمر بن حزم
أبو طوالة عبد الله بن عبد الرحمن بن معمر بن حزم الأنصاري، تابعي، وقاضي المدينة المنورة، في عهد سليمان بن عبد الملك وعمر بن عبد العزيز، وظل عليها حتى وفاة عمر، وهو أحد رواة الحديث النبوي الثقات، روى له الجماعة.

## سيرته
وهو عبد الله بن عبد الرحمن بن معمر بن حزم أبو طوالة الأنصاري، روى عن كبار التابعين، وولي القضاء بالمدينة المنورة في أيام ولاية أبي بكر بن محمد بن عمرو بن حزم عليها، في عهد سليمان بن عبد الملك ولمًا مات قدم على عمر بن عبد العزيز فولاه القضاء أيضًا، وظل عليها حتى وفاة عمر، وهو من ثقات أهل المدينة، روى عنه جماعة من أئمة أهل الحديث، وكان يسرد الصوم، مات بعد الثلاثين ومائة، فِي آخر سلطان بني أمية.

## روايته للحديث النبوي
- روى عن: أنس بن مالك، وأيوب بن بشير الأَنْصارِيّ، والربيع بن البراء بن عازب، وسعيد بن المسيب، وأبي الحباب سَعِيد بْن يسار، وعامر بن سعد بن أبي وقاص، وعبد الله بن أبي طلحة، وأبيه عبد الرحمن بن معمر بن حزم، وعبد الرحمن بن يزيد بن معاوية، وعُبَيد بن حنين، وعطاء بن يسار، وعلي بن يحيى بن خلاف الأَنْصارِيّ، ومحمد بن مسلم بن شهاب الزهري، ونهار العبدي، ويحيى بن عمارة المازني، وأبي سلمة بن عبد الرحمن بن عوف، وأبي يونس مولى عائشة.
- روى عنه: أبو إسحاق إِبْرَاهِيم بْن مُحَمَّدِ بْنِ الْحَارِثِ الفزاري، وإبراهيم بْن مُحَمَّد بْن أَبي يَحْيَى الأَسلميّ، وأسامة بن زيد الليثي، وإسماعيل بن أمية، وإسماعيل بن جعفر، وإسماعيل بن عياش، وبكر بن مضر، وخالد بن عَبد اللَّهِ الواسطي، وزائدة بن قدامة الثقفي، وزيد بن جبيرة الأَنْصارِيّ، وسليمان بن بلال، وعَبْد اللَّهِ بن زياد بن سمعان، وأَبُو أويس عَبد الله بْن عَبد الله المدني، وعبد الله بْن عَبْد الْعَزِيزِ الليثي، وعبد الرحمن الأوزاعي، وعَبْد الْعَزِيزِ بن محمد الدَّراوَرْدِيّ، وعُمَر بن صهبان، وفليح بن سليمان، والقاسم بن عَبد اللَّهِ بن عُمَر العُمَري، ومالك بن أنس، ومحمد بن جعفر بْن أَبي كثير، ومحمد بْن عُبَيد اللَّهِ بْن علي بن أَبي رافع، ومسلم بن خالد الزنجي، وورقاء بْن عُمَر اليشكري، ويحيى بن سعيد الأنصاري، ويزيد بْن عَبد الله بْن الهاد.[3]
- الجرح والتعديل: وثّقه يحيى بن معين، والنسائي، وأحمد بن حنبل، والترمذي، ومحمد بن سعد البغدادي، والدارقطني، ذكره ابن حبان في كتاب الثقات، روى له الجماعة.[3]